# Joe Riley
Joseph Michael "Joe" Riley (Blackpool, 6 december 1996) is een Engels voetballer die bij voorkeur als rechtsback speelt. Hij stroomde in 2016 door vanuit de jeugd van Manchester United.

## Clubcarrière
Riley werd geboren in Blackpool en kwam in 2013 in de jeugdopleiding van Manchester United terecht. Op 22 februari 2016 debuteerde hij in de FA Cup tegen Shrewsbury Town. Riley viel aan de rust in voor Cameron Borthwick-Jackson. Manchester United won het uitduel met 0–3 na doelpunten van Chris Smalling, Juan Mata en Jesse Lingard.

## Statistieken
| Club              | Seizoen | Premier League | Premier League | FA Cup | FA Cup | League Cup | League Cup | Europa | Europa | Andere | Andere | Totaal | Totaal |
| Club              | Seizoen | Wed            | Goals          | Wed    | Goals  | Wed        | Goals      | Wed    | Goals  | Wed    | Goals  | Wed    | Goals  |
| ----------------- | ------- | -------------- | -------------- | ------ | ------ | ---------- | ---------- | ------ | ------ | ------ | ------ | ------ | ------ |
| Manchester United | 2015/16 | 0              | 0              | 1      | 0      | 0          | 0          | 1      | 0      | 0      | 0      | 2      | 0      |
| Manchester United | Totaal  | 0              | 0              | 1      | 0      | 0          | 0          | 1      | 0      | 0      | 0      | 2      | 0      |

## Erelijst
| FA Cup | 1x | 2015/16 |